# Drosophila cardami
Drosophila cardami este o specie de muște din genul Drosophila, familia Drosophilidae, descrisă de Oswald Duda în anul 1936. Conform Catalogue of Life specia Drosophila cardami nu are subspecii cunoscute.